# Doris Mensah
Doris Quainoo Mensah ist eine ghanaische Leichtathletin, die sich auf den 100-Meter-Hürdenlauf spezialisiert hat.

## Sportliche Laufbahn
Erste internationale Erfahrungen sammelte Doris Mensah, die seit 2022 ein Studium an der Cumberland University in den Vereinigten Staaten absolviert, bei den Afrikaspielen 2024 in Accra, bei denen sie mit 14,86 s in der Vorrunde im 100-Meter-Hürdenlauf ausschied und mit der ghanaischen 4-mal-100-Meter-Staffel in 44,21 s gemeinsam mit Mary Boakye, Janet Mensah und Halutie Hor die Bronzemedaille hinter den Teams aus Nigeria und Liberia gewann. Anschließend belegte sie bei den Afrikameisterschaften in Douala in 13,65 s den sechsten Platz.

## Persönliche Bestzeiten
- 100 m Hürden: 13,54 s (+1,1 m/s), 11. Mai 2024 in Cleveland